# ريالدو كولومبو
ريالدو كولومبو (1515 - 1559) جرَّاح إيطالي وأستاذ علم التشريح في جامعة بادوفا وجامعة روما، يعتبر أحد أبرز علماء التشريح في القرن السادس عشر، وتُنسب له العديد من الاكتشافات والإنجازات الهامة في علم التشريح والتي ساهمت في تطوُّر الطب والجراحة في عصر النهضة الأوروبية، كان أندرياس فيساليوس وويليام هارفي أبرز المتأثرين به.

## سنواته المُبكرة وتعليمه
ولد ماتيو ريلدو كولومبو في كريمونا في إيطاليا، ورغم أنَّنا لا نعرف الكثير عن طفولته ولكنَّ المتفق عليه أنَّ والده أنطونيو كولومبو كان صيدلانيَّاً وأنَّه درس الفلسفة في جامعة ميلانو، بعد ذلك تابع مهنة والده لفترة قصيرة ولكنَّ الصيدلة لم تعجبه فبدأ التدريب على الجراحة على يد الجرَّاح جيوفاني أنطونيو لونغيو لمدة سبع سنوات، وفي عام 1538 التحق بجامعة بادوفا حيث عُرِف هناك بأنَّه طالب استثنائي وخصوصاً في علم التشريح حتى أنَّه حصل على جائزة رفيعة في الطب وهو مايزال طالباً في الجامعة، وفي عام 1542 انتقل إلى البندقية لمساعدة أستاذه لونغيو.

## مهنته الأكاديميَّة
درس ريلدو كولومبو الفلسفة في ميلانو والطب في بادوفا، وهناك تعرَّف على أندرياس فيساليوس وأصبح لاحقاً أعزَّ أصدقائه وساعده في محاضراته وفي التشريح وعندما سافر فيساليوس إلى بازل تمَّ تعيين كولومبو للتدريس مكانه بشكل مؤقت وفي نهاية المطاف شغل هذا المنصب بشكل دائم، في عام 1544 انتقل كولومبو إلى جامعة بيزا وقام بالعديد من عمليات التشريح فيها وحصل هناك على درجة الماجستير في الجراحة وعلم التشريح، وفي عام 1548 ذهب إلى روما حيث درَّس التشريح في جامعتها البابويَّة لمدة عشر سنوات حتى وفاته، وفي روما تعرَّف على مايكل أنجلو وأصبح طبيبه الشخصي وصديقه وكان ينوي التعاون معه لإنجاز أطلس تشريح ينافس كتاب فيساليوس الشهير «بنية جسم الإنسان» ولكنَّ ذلك لم يحدث بسبب عمر مايكل أنجلو المتقدم
، وفي تلك الفترة أيضاً قام كولومبو بتشريح جثة القديس أغناطيوس من لويولا.

## كولومبو وفيساليوس
لم تكن العلاقة بين كولومبو وفيساليوس واضحة تماماً، وغالباً ما يُعتقد أنَّ كولومبو هو طالب فيساليوس رغم أنَّ ذلك غير صحيح، فقد حلَّ كولومبو محلَّ فيساليوس كأستاذ للتشريح في جامعة بادوفا عندما سافر الأخير إلى بازل لطباعة كتابه الشهير «بنية جسم الإنسان» عام 1541، وعلى كلِّ حال فقد تحوَّلت الصداقة لاحقاً إلى تنافس وكثيراً ما كان كولومبو يُندِّد بأخطاء فيساليوس أثناء محاضراته، وردَّ فيساليوس بالسخرية والاستهزاء وقال «بأنَّ كلَّ ما يقوله قد تعلَّمه مني»، وبرغم تصحيح فيساليوس لكثير من أخطاء جالينوس ولكنَّه اعتمد على تشريح الحيوانات كما فعل جالينوس ولم يخرج عن طريقته ويعتقد المؤرخين اليوم أنَّ هجوم كولومبو على جالينوس كان أكثر حدة وهو الذي فنَّد أغلب أخطائه، كانت الخلفيات الأكاديميَّة والعلميَّة للعالمين الكبيرين مختلفة ومتباينة بشكلٍ كبير فقد درس فيساليوس التشريح وفق مدرسة جالينوس وتدرَّب في لوفين في حين أنَّ كولومبو تدرَّب بطريقة جراحية تحت إشراف لونغيو والذي كان دائماً ما يشير إليه كأستاذه ومعلِّمه دون أي ذكر لفيساليوس، رغم كلِّ هذه الخلافات فإنَّ أندرياس فيساليوس يعزو العديد من الاكتشافات في كتابه «بنية جسم الإنسان» لكولومبو ويصفه بالصديق الجيد جداً.

## كولومبو وفالوبيو
نُشر الكتاب الوحيد الذي كتبه ريلدو كولومبو «التشريح» بعد وفاته بوقتٍ قصير في عام 1559، وأشرف أبناؤه أليعازر وفوبوس على عملية الطباعة والنشر، في هذا الكتاب العديد من الاكتشافات التشريحية المختلف عليها فالبعض ينسبها لعالم تشريح إيطالي آخر هو غابرييلي فالوبيو، مثل «البظر» والعديد من الأعضاء الجنسية الأخرى عند الأنثى، في عام 1561 نشر فالوبيو كتابه الخاص «تشريح الجهاز التناسلي» ونسب هذه الاكتشافات له ولكن هناك أدلَّة عن كتابات وملاحظات له عن اكتشاف البظر كان قد كتبها قبل 11 عاماً في عام 1550 ، أخيراً وفي عام 1574 اتهم ليون جيوفاني باتيستا كاركانو - وهو أحد طلاب فالوبيو - كولومبو بالسرقة والانتحال على الرغم من أنَّ كولومبو كان قد مات قبل عشر سنوات، وطبعاً لم يحدث أي شيء جرَّاء هذه الاتهامات.

## انتقادات كولومبو لجالينوس
رفض كولومبو عمل المُشرِّحين الذين سبقوه لأنَّهم لم يعتمدوا على الأدلة العلميَّة، وانتقد أعمال جالينوس - زعيم المُشرِّحين في العالم القديم - بشكل خاص وهاجم الأطباء المعاصرين الذين مازالوا يُقدِّسون أفكاره ويعتبرونها إنجيلاً في الطب لا يأتيه الباطل من بين يديه ولا من خلفه، كانت أبرز انتقادات كولومبو لجالينوس أنَّه اعتمد على تشريح الحيوانات بدلاً من الجثث البشرية، وفي هذا السياق انتقد نفاق فيساليوس في تصحيح أخطاء جالينوس في حين أنَّه هو نفسه ما زال يعتمد على تشريح الحيوانات أكثر من تشريح الجثث البشريَّة، كما أنَّه رفض طريقة فيساليوس وجالينوس في فحص الأوعية الدموية بشكل منفصل عن بقية الأعضاء وبدلاً من ذلك كان يُشرِّح الجسم كوحدة متكاملة الأمر الذي ساعده في وضع تصوُّر دقيق عن تدفُّق الدم من وإلى كل عضو من أعضاء الجسم واكتشف الدورة الدموية الرئوية واعتبر الرئتين عضواً مستقلاً عن القلب وله وظائف خاصَّة به، كلُّ ذلك ساعد ويليام هارفي لاحقاً في اكتشافه للدورة الدموية وعمل القلب.

## مساهمات كولومبو في علم التشريح
أضاف كولومبو العديد من الاكتشافات والإنجازات الهامة لعلم التشريح، أبرزها اكتشاف الدورة الدموية الرئوية التي مهَّدت الطريق لأعمال ويليام هارفي لاحقاً، حيث كان جالينوس ومؤيِّدوه يعتقدون أنَّ الدم ينتقل من البطين الأيمن إلى الأيسر عبر ثقوب أو مسامات خاصَّة في الحاجز بين البطينين ويصبح الدم الوريدي دماً شريانيَّاً بفضل الهواء الذي يأتي عبر الوريد الرئوي، أمَّا كولومبو فقد لاحظ خلال عمليات التشريح المتكررة أنَّ الوريد الرئوي يحوي دماً فقط وليس هواءً، واقترح أنَّ الدم الوريدي ينتقل من القلب إلى الرئتين عبر الشريان الرئوي وهناك يمتزج بالهواء ليعود إلى القلب عبر الوريد الرئوي ، كان كلٌّ من ميخائيل سيرفيتوس في القرن السادس عشر وابن النفيس في القرن الثالث عشر قد سبقا كولومبو إلى هذا التصوُّر عن الدورة الدموية الصغرى ولكنَّ أعمالهما لم تنتشر على نطاق واسع ونُسيت مع مرور الزمن.
ومن إنجازات كولومبو الأخرى اكتشافه أنَّ وظيفة القلب الرئيسية هي الانقباض لدفع الدم وليس التمدُّد وهو الأمر الذي أكَّده هارفي أيضاً في وقتٍ لاحق، بالإضافة لذلك فإنَّ كولومبو هو الذي صاغ مصطلح «المشيمة» ووصف عملها وتشريحها بدقَّة ، ووصف أيضاً البظر - برغم أنَّه قد يكون ليس أول من اكتشفه - وقال كولومبو بأنَّ للبظر دور في المتعة الجنسية عند الإناث وهو الأمر الذي أثار ضجَّةً كبيرة في ذلك الوقت، خصوصاً وأنَّه أوضح التشابه التشريحي في الأعضاء الجنسية عند كلٍّ من الذكور والإناث.

## أعماله المكتوبة
لا يعرفُ اليوم سوى عمل واحد منسوب لكولومبو هو كتاب «التشريح» الذي وضع فيه خلاصة أبحاثه وتجاربه وعمليَّات التشريح التي قام بها طيلة حياته، بالإضافة للأفكار والاكتشافات الجديدة التي احتواها هذا المرجع الهام فقد كانت صياغته وترتيبه مختلفاً عن كل الأعمال السابقة في هذا المجال، وقد وصف كلَّ عضو مع أوعيته الخاصة بخلاف طريقة فيساليوس.
تألَّف الكتاب من 15 جزءاً مختلفاً يُغطِّي كلُّ منها قسماً من أقسام الجسم وفق الترتيب التالي:
- الجزء الأول: العظام
- الجزء الثاني والثالث: الغضاريف والأربطة
- الجزء الرابع: الهيكل العظمي بشكل وحدة متكاملة ويجمع المعلومات الواردة في الأجزاء السابقة
- الجزء الخامس: الكبد والأوردة
- الجزء السادس والسابع: القلب والشرايين
- الجزء الثامن: الدماغ والأعصاب
- الجزء التاسع: الغدد
- الجزء العاشر: العين
- الجزء الحادي عشر: الأحشاء
- الجزء الثاني عشر: الجنين
- الجزء الثالث عشر: الجلد
- الجزء الرابع عشر: تشريح الحيوانات
- الجزء الخامس عشر: أشياء نادراً ما تشاهد خلال التشريح.